# Agarista revoluta
Agarista revoluta là một loài thực vật có hoa trong họ Thạch nam. Loài này được (Spreng.) Hook. ex Nied. mô tả khoa học đầu tiên năm 1889.